# Либерти (округ Стивенз, Оклахома)
Либерти (енгл. Liberty, Stephens County) насељено је место без административног статуса у америчкој савезној држави Оклахома.

## Демографија
По попису из 2010. године број становника је 220.
| Група             | 2000.    | 2010.       |
| Белци             | 0 (0,0%) | 168 (76,4%) |
| Афроамериканци    | 0 (0,0%) | 1 (0,5%)    |
| Азијати           | 0 (0,0%) | 0 (0,0%)    |
| Хиспаноамериканци | 0 (0,0%) | 3 (1,4%)    |
| Укупно            | 0        | 220         |